# Comté d'Otero (Nouveau-Mexique)
Pour les articles homonymes, voir Comté d'Otero.
Le comté d’Otero est l’un des 33 comtés de l’État du Nouveau-Mexique, aux États-Unis, à la frontière avec le Texas. Il a été fondé le 30 janvier 1899 et nommé en hommage à Miguel A. Otero (en), qui fut représentant du territoire au Congrès de 1856 à 1861.
Son siège est Alamogordo.

## Comtés adjacents
- Comté de Doña Ana, Nouveau-Mexique (ouest)
- Comté de Sierra, Nouveau-Mexique (nord-ouest)
- Comté de Lincoln, Nouveau-Mexique (nord)
- Comté de Chaves, Nouveau-Mexique (est)
- Comté d’Eddy, Nouveau-Mexique (est)
- Comté de Culberson, Texas (sud-est)
- Comté de Hudspeth, Texas (sud)
- Comté d'El Paso, Texas (sud-ouest)